# Bernhard Tacke
Bernhard Tacke (* 11. April 1907 in Bocholt; † 10. März 1994) war ein deutscher Gewerkschafter und von 1956 bis 1972 stellvertretender Vorsitzender des DGB.

## Werdegang
Tacke absolvierte nach dem Besuch der Volksschule eine Weberlehre und war danach als Textilarbeiter tätig. Er engagiert sich schon früh in katholischen Jugendverbänden. Bis zu dessen Auflösung 1933 war er beim Zentralverband der christlichen Textilarbeiter als Gewerkschaftssekretär in Glauchau/Sachsen angestellt. 1932 kehrte er ins Rheinland zurück; am 2. Mai 1933 prügelten ihn die Nationalsozialisten aus dem Gewerkschaftshaus in Mönchengladbach. Von 1933 bis 1940 schlug Tacke sich als Versicherungsvertreter und Fotograf für eine Postkartenverlag durch. Von 1940 bis 1945 war er Soldat. Nach Kriegsende war er Mitbegründer der CDU und der Einheitsgewerkschaft in Nordrhein-Westfalen. Er gehörte zu den Initiatoren des Ahlener Programm der CDU. Von 1946 bis 1949 gehörte er dem Stadtrat von Mönchengladbach an. Ab 1946 war er Mitglied des geschäftsführenden Vorstandes der Gewerkschaft Textil-Bekleidung für die britische Zone. Im Jahr 1949 rückte er dort zum stellvertretenden Vorsitzenden auf.
1956 wurde er zum stellvertretenden Vorsitzenden des Deutschen Gewerkschaftsbundes gewählt. Zudem war er Mitglied des Bundesvorstandes der Sozialausschüsse der Christlich-Demokratischen Arbeitnehmerschaft.
Von 1959 bis 1974 gehörte er dem Beirat der Friedrich-Naumann-Stiftung an.

## Ehrungen
- 1968: Großes Verdienstkreuz der Bundesrepublik Deutschland
- 1972: Großes Verdienstkreuz mit Stern der Bundesrepublik Deutschland